# Darijo Srna
Darijo Srna (født 1. maj 1982 i Metković, Jugoslavien) er en kroatisk fodboldspiller, der spiller som midtbanespiller hos den ukrainske ligaklub Shaktar Donetsk. Han kom til klubben i 2003 fra Hajduk Split i sit hjemland.

## Landshold
Srna står noteret for hele 134 kampe og 22 scoringer for Kroatiens landshold, hvilket gør ham til den kroatiske spiller med flest kampe for sit land. Han debuterede for sit land den 20. november 2002 i et opgør mod Rumænien. Han repræsenterede efterfølgende sit land til både EM i 2004, VM i 2006, EM i 2008, EM i 2012, VM i 2014 og EM i 2016, hvorefter han stoppede på landsholdet efter den sidste slutrunde.